# Frank-Walter Steinmeier
Frank-Walter Steinmeier (Detmold, 1956. január 5. –) német szociáldemokrata politikus, jogász. 2005 és 2009, valamint 2013 és 2017 között Németország külügyminisztere, 2007 és 2009 között alkancellár. 2017. február 12-én választották meg Németország 12. államfőjévé. Hivatalát 2017. március 18-án vette át. 2022. február 13-án a Szövetségi Gyűlés újabb öt évre Németország államfőjévé választotta.

## Fiatalkora
Egy asztalos és egy gyári munkásnő gyermekeként született. 1974-ben érettségizett Blombergben, majd a kötelező sorkatonai szolgálat teljesítése után a gießeni Justus Liebig Egyetemen kezdte el jogi tanulmányait 1976-ban. Négy évvel később politológiai tanulmányokat is kezdett. 1982-ben államvizsgázott, majd 1986-ban szakvizsgázott.

## Jogászi pályafutása
Szakvizsgájának megszerze után az egyetem közjogi és politikatudományi tanszékének tudományos munkatársa lett, majd 1991-ben doktorált a hajléktalanok jogi helyzetét bemutató dolgozatával.
1991-ben az alsó-szászországi Miniszterelnöki Hivatal médiajogi, illetve -politikai referense lett. Két évvel később Gerhard Schröder akkori tartományi miniszterelnök személyi irodájának vezetését vette át. 1994-ben a hivatal politikai irányelvekkel és hatásköri koordinációval foglalkozó részlegének vezetőjévé nevezték ki.

## Politikai pályafutása
Már tanuló korában az SPD ifjúsági szervezetének tagja lett és 1975-ben lépett be az SPD-be.
1996-ban az alsó-szászországi Miniszterelnöki Hivatal vezetője lett államtitkári rangban. 1998-ban, Gerhard Schröder szövetségi választási győzelme után a Kancellári Hivatalban a titkosszolgálatok felügyeletével megbízott államtitkár lett. 1999-ben, elődje lemondása után – saját kérésére – csak államtitkári rangban vette át a Kancellári Hivatal vezetését. Mindkét posztját 2005-ig viselte. Ebben az időszakban Schröder egyik legfőbb bizalmasának számított, több reformprogram kidolgozásában vett részt (Agenda 2010, egészségügyi reform stb.). A 2005-ös időközi szövetségi parlamenti választás után megalakult, a kereszténydemokrata Angela Merkel vezette nagykoalícióban meglepetésre megkapta a szövetségi külügyminiszteri posztot (Külügyi Hivatal vezetője), melyet szociáldemokrata politikus előtte 1982-ben viselt (Helmut Schmidt akkori kancellár viselte azt perszonálunióban).
2007-ben Franz Müntefering lemondása után Steinmeiert jelölték alkancellárnak. Ugyanebben az évben az SPD egyik alelnökévé választották, illetve az év első felében az Tanácsának elnöke is volt. 2008 szeptemberében az SPD vezetősége a párt kancellár-jelöltjének választotta Kurt Beck pártelnökkel szemben a 2009-es szövetségi parlamenti választásokra, melyen Steinmeier egyéni jelöltként is indult Brandenburgban, ahol egyéni mandátumot szerzett, de a párt gyenge választási eredménye miatt a kancellári tisztségtől elesett. A választás után az SPD-frakció vezetőjévé választották. Ezt a tisztségét a 2013-as Bundestag-választásig viselte, amikor a megalakult nagykoalíciós kormányban ismét átvette a külügyminiszteri pozíciót. 2017 januárjában lemondott pozíciójáról, miután a CDU, a CSU és az SPD őt jelölte szövetségi elnöknek.
Külügyminiszterként pragmatikus politikát folytatott, jó kapcsolatok kialakítására törekedett Oroszországgal és Kínával.

## Családja
Nős, felesége közigazgatási bíró, egy leánygyermek édesapja.